# (134261) 2006 BA21
(134261) 2006 BA21 es un asteroide perteneciente al cinturón de asteroides, descubierto el 22 de enero de 2006 por el equipo del Mount Lemmon Survey desde el Observatorio del Monte Lemmon, Arizona, Estados Unidos.

## Designación y nombre
Designado provisionalmente como 2006 BA21.

## Características orbitales
2006 BA21 está situado a una distancia media del Sol de 2,375 ua, pudiendo alejarse hasta 2,515 ua y acercarse hasta 2,235 ua. Su excentricidad es 0,059 y la inclinación orbital 4,509 grados. Emplea 1336,84 días en completar una órbita alrededor del Sol.

## Características físicas
La magnitud absoluta de 2006 BA21 es 16,79.